# Behaarter Geißklee
Der Behaarte Geißklee (Cytisus hirsutus, Syn.: Chamaecytisus hirsutus), auch Rauhaariger Zwergginster genannt, ist eine Pflanzenart aus der Gattung Geißklee (Cytisus) in der Unterfamilie der Schmetterlingsblütler (Faboideae).

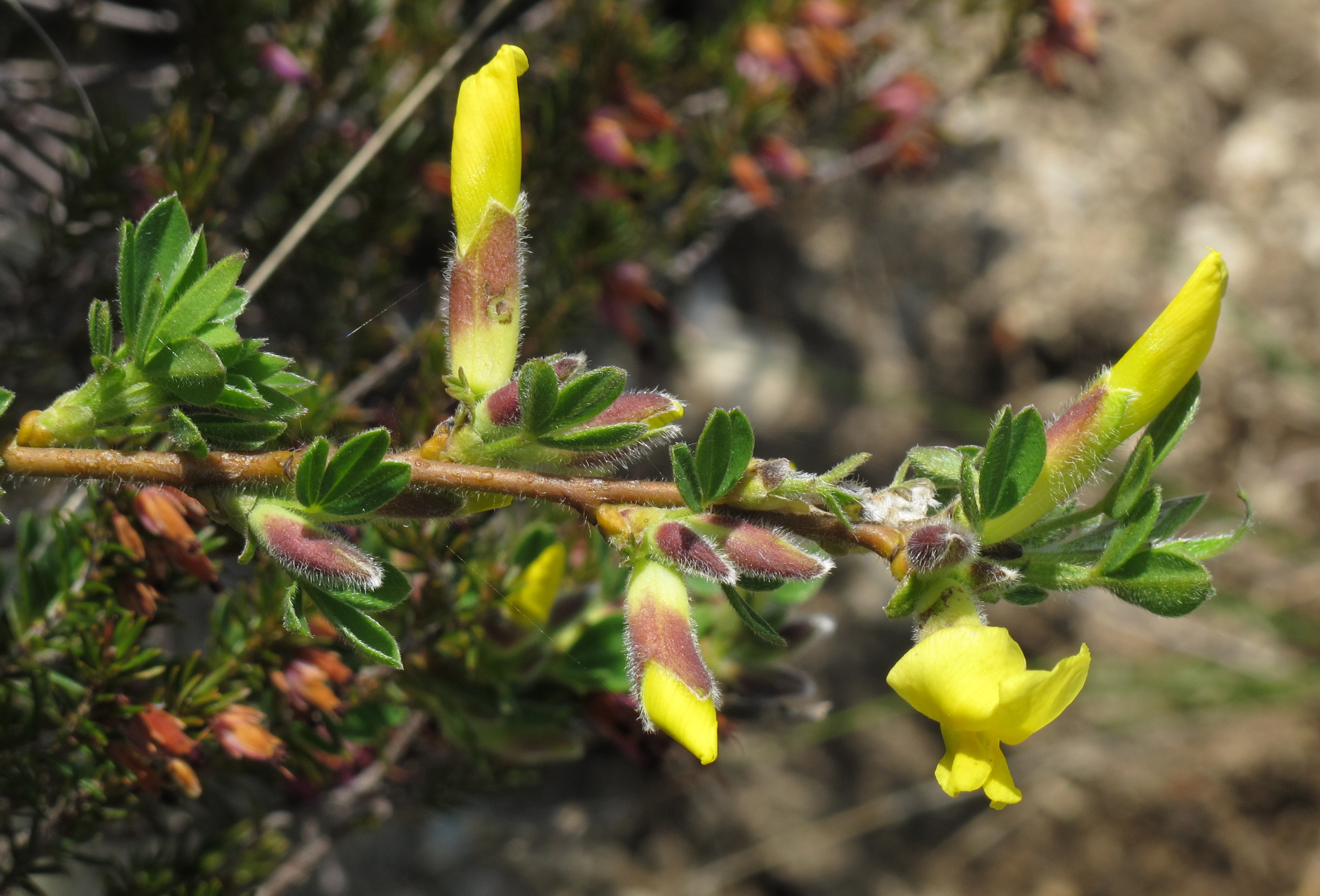
Habitus

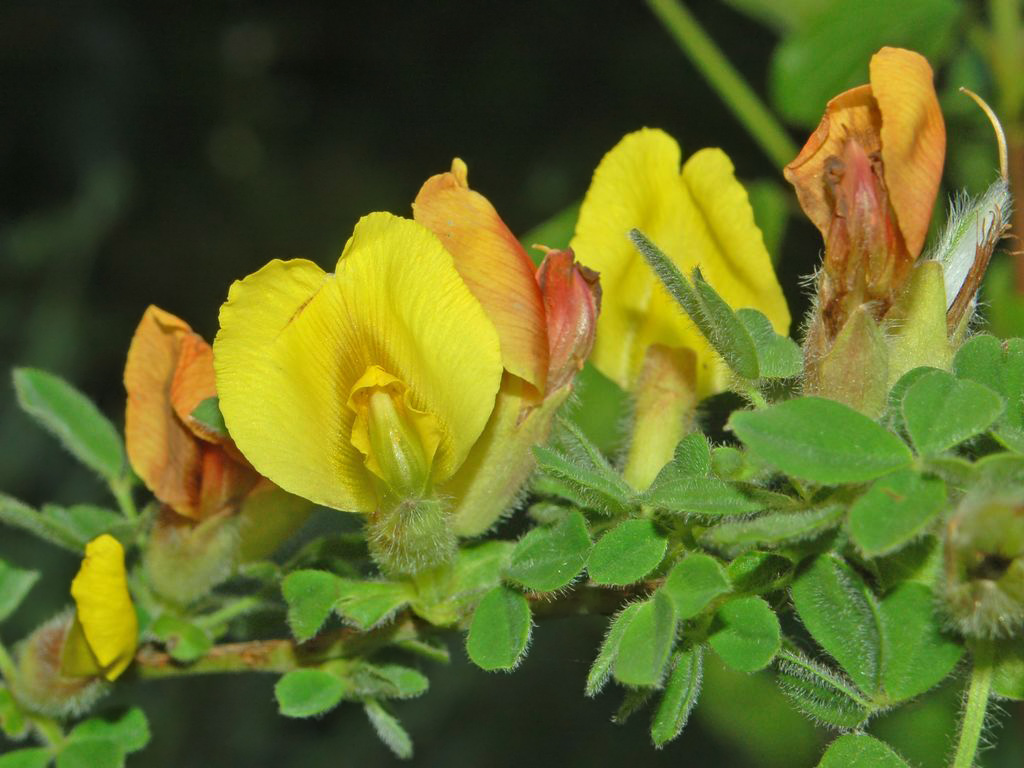
Blütenstand

## Beschreibung

### Vegetative Merkmale
Der Behaarte Geißklee ist ein Zwergstrauch, der 30 bis 100 Zentimeter hoch werden kann. Er hat niederliegende, aufrechte oder aufsteigende Zweige, die in der Jugend locker abstehend behaart sind, aber schon im 2. Jahr völlig kahl geworden sind. Die Laubblätter sind lang gestielt, sommergrün und dreizählig gefiedert. Die Teilblättchen sind verkehrt eiförmig bis elliptisch, ganzrandig, etwa 6 bis 30 Millimeter lang und bis 25 Millimeter breit. Sie sind beiderseits dicht zottig behaart, aber oberseits verkahlend. Die Haare sind abstehend und ziemlich lang.

### Generative Merkmale
Blütezeit ist März bis Juni. Die Blüten stehen an seitenständigen Kurztrieben und bilden zusammen einen scheinbar traubigen und reich beblätterten Blütenstand. Der Kelch ist mindestens doppelt so lang wie der Blütenstiel. Seine Zähne sind gerade vorgestreckt. Die Blüte ist hellgelb; die Fahne hat meist in der Mitte einen rötlich-braunen Fleck. Flügel und Schiffchen sind viel kürzer als die Fahne.  Die Fruchthülse ist etwa 2,5 bis 4 Zentimeter lang und 6 bis 8 Millimeter breit; sie ist ringsum lang behaart.
Die Chromosomenzahl beträgt 2n = 96.

## Vorkommen
Der Behaarte Geißklee kommt in Süd-, West-, Mittel- und Osteuropa vor bis zur Türkei.  Es gibt ursprüngliche Vorkommen in den Ländern Spanien, Frankreich, Italien, Schweiz, Deutschland, Österreich, Polen in der früheren Tschechoslowakei und im früheren Jugoslawien, Ungarn, Rumänien, Bulgarien, Albanien, Griechenland, Ukraine, im europäischen Teil der Türkei, in Georgien und in Russland.
Er gedeiht auf trockenen Felshängen, in Wiesen und in lichten Wäldern. Er steigt im Tessin bis etwa 1400 Meter und in Italien am Monte Baldo bis 1900 Meter Meereshöhe auf. In Deutschland kommt die Art ursprünglich nur im östlichen Bayern vor. In der Schweiz kommt sie nur im südlichen Tessin vor. Die ökologischen Zeigerwerte nach Landolt et al. 2010 sind in der Schweiz: Feuchtezahl F = 2 (mäßig trocken), Lichtzahl L = 3 (halbschattig), Reaktionszahl R = 3 (schwach sauer bis neutral), Temperaturzahl T = 4+ (warm-kollin), Nährstoffzahl N = 2 (nährstoffarm), Kontinentalitätszahl K = 5 (kontinental).

## Taxonomie und Systematik
Der Behaarte Geißklee wurde 1753 von Carl von Linné in Species Plantarum Band 2 Seite 739 als Cytisus hirsutus erstbeschrieben. Synonyme sind Cytisus supinus L., Chamaecytisus hirsutus (L.) Link, Chamaecytisus supinus (L.) Link, Cytisus capitatus Scop., Cytisus leucotrichus Schur, Cytisus ciliatus Wahlenb., Cytisus ciliatus var. grisebachii (Briq.) C.K.Schneid., Cytisus falcatus Waldst. & Kit.
Man kann folgende Unterarten unterscheiden:
- Cytisus hirsutus subsp. hirsutus
- Cytisus hirsutus subsp. polytrichus (M. Bieb.) Hayek: Sie kommt in Frankreich, Italien, auf der Balkanhalbinsel, im Kaukasusraum und auf der Krim vor.[5]
- Cytisus hirsutus subsp. pumilus (De Not.) Briq.:  Sie kommt in Frankreich und in  Italien vor.[5]